# آلبرتو فرناندز (دوچرخه‌سوار)
آلبرتو فرناندز (اسپانیایی: Alberto Fernández‎; ۱۵ ژانویهٔ ۱۹۵۵ – ۱۴ دسامبر ۱۹۸۴) دوچرخه‌سوار اهل اسپانیا بود. وی در مسابقات جیرو دیتالیا شرکت کرده است.